# 싱글 (음악)

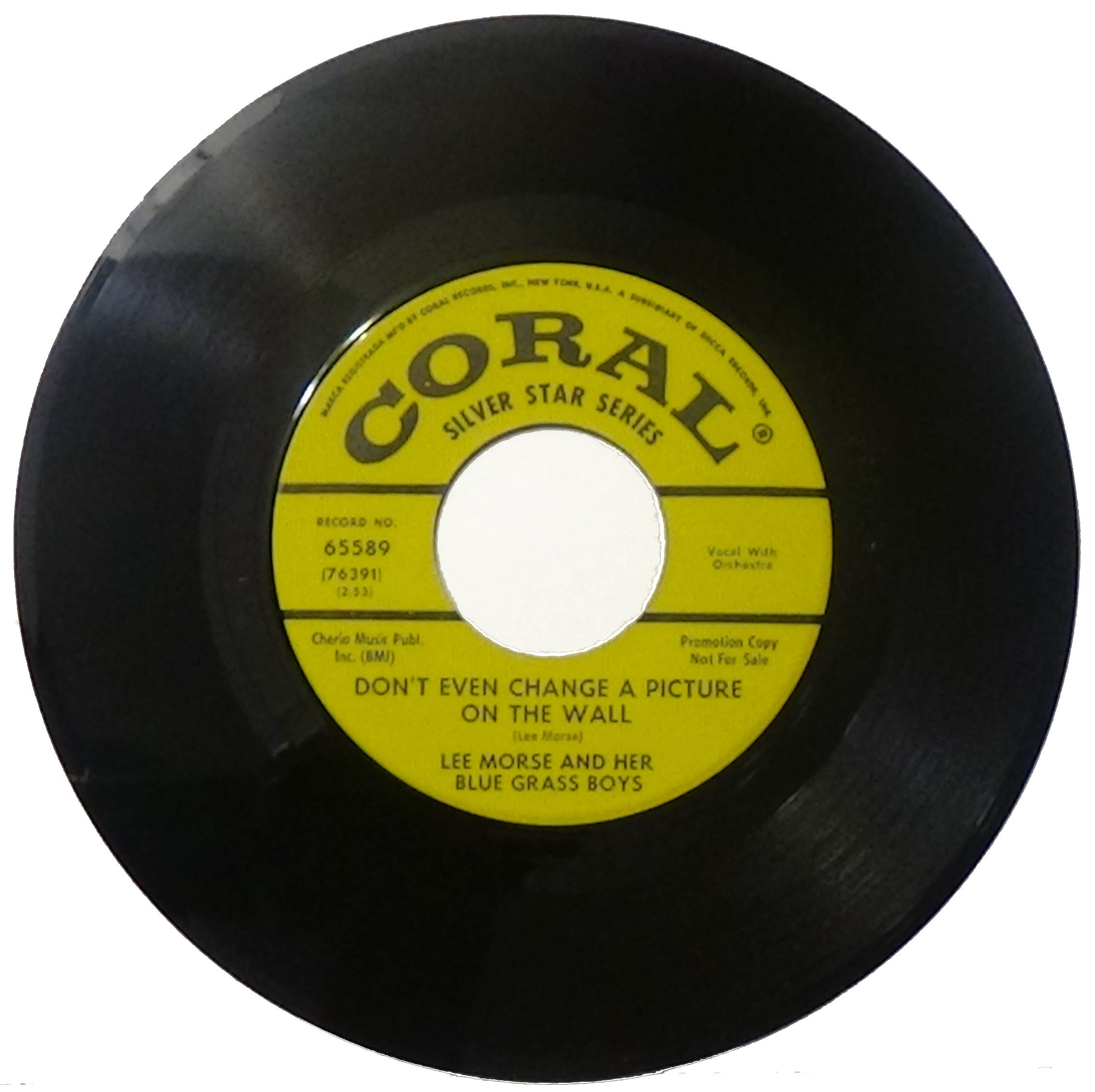
싱글 레코드판

싱글(single)이란 음반 판매의 한 종류로, 한 곡이나 두 곡을 담아 판매하는 형태를 말한다. 시대와 목적에 따라 여러 방법으로 판매되어 왔으나 극히 최근에 이르러 대중가요 등의 가창곡에 있어서 대표곡 몇 곡을 수록하여 가수나 음악의 주목을 끌기 위해서, 또는 대중적 인기를 얻기 위한 목적으로 판매되는 매체를 말한다. 축음기 음반의 싱글이나 CD 싱글 등이 많다.
초창기의 표준시간 음반(SP)은 대체로 크기는 10인치, 분당 회전수는 78회인 것이 표준이었는데, 한쪽 면에 3-4분의 곡만 실을 수 있었다. 따라서 이때의 음반은 모두 싱글이었다. 이후 크기와 회전수를 개선한 장시간 음반(LP)이 등장하면서, 한 면에 최대 25분까지 녹음할 수 있게 되었다. 즉 사진첩에 여러 장의 사진을 꽂듯 한 장의 음반에 여러 곡을 실을 수 있게 되어, 이를 가리키는 말로 앨범(album)이라는 용어가 생겨났으며, 싱글이라는 용어는 앨범과 반대되는 의미의 개념으로서 도입되었다.
LP, 테이프, CD 등 음을 기록하여 저장한 실물 음반이 발매되지 않고, 온라인에서 음원 파일로만 발표되는 싱글을 디지털 싱글이라고 한다. 따라서 이를 ‘싱글 앨범’이나 ‘디지털 싱글 앨범’이라고 부르는 것은 잘못이다.

## 대한민국의 싱글
축음기 음반 시대에, 대한민국의 음반 시장에서는 한두 곡만을 실은 싱글이 없고 오직 여러 곡을 실은 정규 음반만을 발매해왔다. 1958년에 공보실 레코드제작소에서 대한민국 최초의 장시간 음반(LP)이 나오기 전까지는 거의 표준시간 음반(SP)으로 음악을 취입하였으나, 그 이후에는 몇 곡을 싣든 제품의 단가에는 큰 차이가 없다는 효율성 문제로 인하여 굳이 SP나 EP로 된 싱글을 생산하지 않고 LP로 된 앨범(album)만을 생산하였기 때문이다. 그에 따라 정규 음반이 보편화되고, 타이틀 곡과 후속곡이라는 개념이 생겨나면서, 축음기 시대는 물론 CD 음반 시대에까지 이어지는 기형적인 음반 시장이 형성되었다.
국내 최초의 싱글은 1986년 발매된 락밴드 H2O의 데뷔 싱글인 '멀리서 본 지구'이다. 그 우호 1990년 4월 현진영의 데뷔 싱글 '야한여자', 이현우의 데뷔 싱글 '꿈' 등 소수의 싱글 앨범이 발매되다 1990년대 후반 들어 인디 밴드 삐삐롱스타킹이 2곡짜리 싱글을 내고, 1999년에는 독립 음악 레이블인 ‘인디 레이블’에서 미니 CD 형태의 싱글을 다수 발매하기도 하였으나, 단발적인 시도에 그치고 글의 대중화까지 이어지지는 못하였다. 그러나 2000년대 중반 이후 음반 시장이 쇠퇴하고 음원 시장이 성장함에 따라 디지털 싱글과 익스텐디드 플레이(EP)가 "미니 앨범"이라는 이름으로 각광받으면서, 대한민국 음반 시장에서도 음반 종류의 다양화가 이루어져 싱글의 보급이 많이 이루어지고 있다.

## 같이 보기
- 리드 싱글
- 원 히트 원더